# Radio 1 (MTG)
Radio 1 var en kommersiell radiostation som sände 2011–2013 på FM-frekvensen 101.9 i Stockholm, via Internet och i det digitala radionätet i Stockholm, Uppsala och Gävle. Kanalen ägdes av MTG Radio och var den första och enda kommersiella radiostationen i Sverige som fokuserade på talad radio.
Kanalens programledare från start var Robert Aschberg, Gert Fylking, Hasse Aro, Fredrick Federley och Alex Schulman. Efter kritik mot mansdominansen i programtablån bjöds Rättviseförmedlingens grundare Lina Thomsgård in till studion där hon i direktsändning fick erbjudande om att bli kanalens första kvinnliga programledare. Thomsgård tackade först ja men avböjde senare. Istället blev Cissi Wallin första kvinnliga programledaren.
Radio 1 tilldelades Stora radiopriset fyra gånger; specialpris 2011, Årets radiostation 2012, Årets radiostation 2013 samt Årets underhållning 2013 (för programmet "Aschberg").
I oktober 2013 meddelade MTG Radio att kanalen skulle läggas ner vid årsskiftet 2013–2014. Den 1 januari 2014 upphörde sändningarna.

## Programledare och program
- Gert Fylking (program: "Gerts värld")
- Kim Kärnfalk (program: "Gerts värld")
- Eva Rusz (program: "Eva Rusz")
- Cecilia Wallin (program: "Cissi Wallin")
- Robert Aschberg (program: "Aschberg")
- Johan Kindmark (program: "Sportvärlden" och "Åklagarna")
- Fredrik Steen (program: "Fredrik Steen")
- Fredrik Birging (program: "Åklagarna")
- Sanna Stenvall (program: "Åklagarna")
- Martina Feuer (nyheter)
- Joakim Bäckström (nyheter)
- Fredrick Federley (program: "Federley i mitten" och "Tala till punkt")
- Alex Schulman
- Sara Lumholdt
- Christian Hedlund
- Isabel Norman (nyheter)
- Patrik Lindström (nyheter)
- Gabriella Lahti (program: "Online")[7]